# ペトルス・アピアヌス

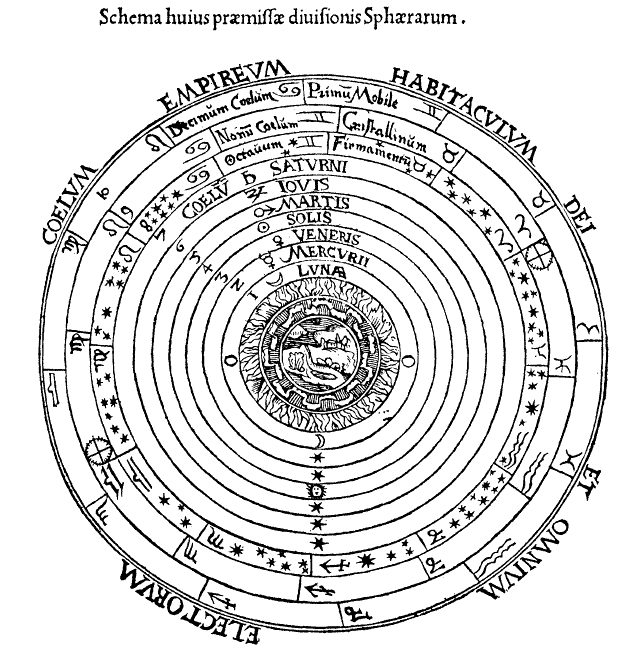
ペトルス・アピアヌスによって描かれた“Cosmographia”

ペトルス・アピアヌス（Petrus Apianus, 1495年4月16日 - 1552年4月21日）は、ドイツの人文主義者で、数学や天文学、地図学などの事績で知られる。

## 来歴
ドイツの数学者で幼少時はPeter Bienewitzという名前だった。
1527年にはインゴルシュタット大学に数学者と印刷技師として招聘され、構内の印刷室でマルティン・ルターの敵対者であるヨハン・エックの著作を印刷した。彼の印刷は高品質だったので地図等も印刷するようになり、1534年にヨーロッパ全図を初めて出版して四分儀や天球儀を設計した事でも知られる。1540年には「天文学書」を出版して、科学的観測結果に基づき、彗星の尾が太陽と反対に向いている事を記述した。
月面のクレーター「Apianus」や小惑星19139 Apian は彼の名前にちなんで命名された。